# Westrehem
Westrehem (ndl.: „Westrem“) ist eine französische Gemeinde mit 248 Einwohnern (Stand 1. Januar 2022) im Département Pas-de-Calais in der Region Hauts-de-France. Sie gehört zum Arrondissement Béthune und zum Kanton Lillers.
Nachbargemeinden von Westrehem sind Ligny-lès-Aire im Norden, Auchy-au-Bois im Nordosten, Nédonchel im Südosten, Fontaine-lès-Hermans im Süden und Febvin-Palfart im Westen.

## Bevölkerungsentwicklung
| Jahr      | 1962 | 1968 | 1975 | 1982 | 1990 | 1999 | 2007 |
| Einwohner | 239  | 217  | 183  | 189  | 230  | 230  | 227  |

## Sehenswürdigkeiten
- Kirche Saint-Joseph (19. Jahrhundert)